# جيمي غودرو
جيمي غودرو (بالإنجليزية: Jimmy Gaudreau)‏ هو عازف مندولين وكاتب أغاني وموسيقي أمريكي، ولد في 7 مارس 1946 في New Shannock Switch ‏ في الولايات المتحدة.

## وصلات خارجية
- الموقع الرسمي
- جيمي غودرو على موقع ميوزك برينز (الإنجليزية)
- جيمي غودرو على موقع ديسكوغز (الإنجليزية)